# 修正海平面氣壓
修正海平面氣壓（QNH），是航空圖上所標註機場數據。在機場附近進行起飛、爬升、下降、進近以及著陸過程時都需要以修正海平面氣壓為標準來撥正高度表。來確保所有起飛降落的飛機都使用同一個 標準來測定飛行高度。
计算公式为1hPa=30 feet，也就是每升高30英尺，气压下降1hPa。例如假設飛機由香港國際機場飛往成田機場，申報高度FL350，出發地QNH為1002  目的地QNH為1011。
那麼到達目的地時，會有約270英尺誤差，因此飛行員需要修正氣壓變化所產生誤差，以防止撞地/飛機相撞或者異常接近等事故的發生。
高度+（1013.2 - QNH）x30=修正海平面氣壓高度
有些國家（例如美國）用英寸汞柱測量QNH,轉換公式為1inHg=33.86hPa
獲取方式為飛行員可以透過機場的自动终端情报服务（ATIS）獲取方式或者可以詢問航空交通管制員